# غوس شريدر
غوس شريدر (بالإنجليزية: Gus Schrader) هو مهندس أمريكي، ولد في 22 مايو 1895، وتوفي في 22 أكتوبر 1941.